# Guiscardo de' Bastari
Guiscardo de Bastari est un aventurier florentin du XIIIe siècle qui fut au service de l'Empire mongol.
Mentionné par le chroniqueur Giovanni Villani, Guiscardo se rendit à Rome pour le Jubilé de 1300 en qualité d'ambassadeur de Mahmud Ghazan, ilkhan de Perse ; accompagné de cent compagnons, tous vêtus « à la mode tartare », il rencontra le pape Boniface VIII.
Bien que musulman, Mahmud Ghazan, qui avait envahi la Syrie, recherchait le soutien du Saint-Siège et des souverains chrétiens contre les Mamelouks en promettant de leur céder la Terre Sainte.